# Aleksandr Wołkow (funkcjonariusz)
Aleksandr Pietrowicz Wołkow (ros. Александр Петрович Волков, ur. 1904 we wsi Gruzdowo w guberni kałuskiej, zm. 1974 w Moskwie) – funkcjonariusz radzieckich służb specjalnych, pułkownik.

## Życiorys
Po ukończeniu szkoły wiejskiej pracował w gospodarstwie ojca, 1923 przeniósł się do Moskwy, od sierpnia 1924 do sierpnia 1925 uczył się w radzieckiej szkole partyjnej w Kałudze, pracował w gminnym komitecie wykonawczym, w którym był kierownikiem wydziału. Od listopada 1926 do lutego 1928 w Armii Czerwonej, od kwietnia 1927 członek WKP(b), od lutego 1928 do sierpnia 1929 słuchacz szkoły Wydziału Transportowego OGPU ZSRR, później był funkcjonariuszem OGPU, od listopada 1931 do lipca 1933 pracował w Ludowym Komisariacie Komunikacji Drogowej ZSRR, następnie ponownie w organach bezpieczeństwa - pełnomocnik Wydziału Transportowego OGPU ZSRR. Od 10 lipca 1934 do 1 sierpnia 1935 pełnomocnik Oddziału 1 Wydziału Transportowego Głównego Zarządu Bezpieczeństwa Państwowego, potem pełnomocnik Oddziału 10 Wydziału Transportowego Głównego Zarządu Bezpieczeństwa Państwowego, od 15 grudnia 1935 młodszy porucznik bezpieczeństwa państwowego, od grudnia 1936 do kwietnia 1938 pełnomocnik oddziału Wydziału 6 Głównego Zarządu Bezpieczeństwa Państwowego, od 2 grudnia 1937 porucznik bezpieczeństwa państwowego, 1938-1939 zastępca szefa sekretariatu Głównego Zarządu Transportowego NKWD ZSRR. Od 1939 do 5 listopada 1940 szef Oddziału Mobilizacyjnego Głównego Zarządu Transportowego NKWD ZSRR, 29 maja 1940 awansowany na starszego porucznika bezpieczeństwa państwowego, od 5 listopada 1940 do 27 lutego 1941 pomocnik szefa Wydziału 1 Głównego Zarządu Transportowego NKWD ZSRR, od 27 lutego do 13 sierpnia 1941 zastępca szefa Wydziału 6 Zarządu 3 NKGB ZSRR, 12 lipca 1941 awansowany na kapitana bezpieczeństwa państwowego, od 13 sierpnia 1941 zastępca szefa, a od 5 września 1941 do 21 maja 1943 szef Wydziału 1 Zarządu Transportowego NKWD ZSRR, 28 września 1942 mianowany majorem, a 14 lutego 1943 pułkownikiem bezpieczeństwa państwowego. Od 21 maja do 19 listopada 1943 szef Wydziału 1 Zarządu 3 NKGB ZSRR, od 19 listopada 1943 do 15 lipca 1946 zastępca szefa Zarządu 3 NKGB/MGB ZSRR, od 15 lipca do 26 października 1946 zastępca szefa Zarządu 4 MGB ZSRR, od 26 października 1946 do 9 czerwca 1947 zastępca szefa Pierwszego Głównego Zarządu MGB ZSRR, od 9 czerwca 1947 zastępca szefa, a od 3 kwietnia 1948 do 25 grudnia 1951 szef Zarządu 5 MGB ZSRR. Równocześnie od 3 stycznia do 24 grudnia 1951 członek Kolegium MGB ZSRR, od 18 marca 1952 do marca 1953 zastępca szefa Zarządu MGB obwodu pskowskiego, od marca 1953 do marca 1954 zastępca szefa Wydziału 1 MWD obwodu pskowskiego, od marca 1954 do 14 marca 1955 zastępca szefa Wydziału 2 Zarządu KGB obwodu pskowskiego, następnie zwolniony ze służby.

## Odznaczenia
- Order Lenina (24 listopada 1942)
- Order Czerwonego Sztandaru (21 maja 1947)
- Order Wojny Ojczyźnianej I klasy (29 lipca 1945)
- Order Wojny Ojczyźnianej II klasy (24 lutego 1945)
- Order Czerwonej Gwiazdy (dwukrotnie - 8 marca 1944 i 3 listopada 1944)
- Odznaka "Honorowy Funkcjonariusz Czeki/GPU (XV)" (31 sierpnia 1937)

I 4 medale.